# Mauger Cay
Mauger Cay är en ö i Belize.   Den ligger i distriktet Belize, i den östra delen av landet, 110 km öster om huvudstaden Belmopan.